# ویتوریو کوچیا
ویتوریو کوچیا (انگلیسی: Vittorio Coccia; ۱۸ مهٔ ۱۹۱۸ – ۳ نوامبر ۱۹۸۲) بازیکن فوتبال اهل ایتالیا بود.
از باشگاه‌هایی که در آن بازی کرده‌است می‌توان به باشگاه فوتبال اینتر میلان، باشگاه فوتبال لچه، باشگاه فوتبال سالرنیتانا، باشگاه فوتبال ارورا پرو پاتریا ۱۹۱۹، باشگاه فوتبال پادوا، و باشگاه فوتبال دلفینو پسکارا اشاره کرد.